# Il nido (serie animata)
Il nido (Le Nidouille) è una serie animata francese per bambini del 2002, con protagonisti un gruppo di animali antropomorfi che vivono su un albero.
La serie, creata da Luis Zuazua e Béatrice Marthouret, è composta da 52 episodi di sei minuti circa, trasmessi in prima visione in Francia dal 17 marzo 2003 su Teletoon e su France 5 dal 2004. In italiano andò in onda dal novembre 2004 su RaiTre.

## Trama
"Il nido" è un albero che protegge tra i suoi rami una banda di amici: Jacky, Nini, Stella, Victor, Margot, Marius e Louis. Ognuno di essi vive in piccola casa che riflette la propria personalità.

## Personaggi
- Jacky.
- Nini.
- Stella, una topina.
- Victor, un uccello.
- Margot, una rana.
- Mario, un coccodrillo.
- Louis, un gufo.

## Produzione
Le Nidouille è co-prodotta da Storimages e France Animation nel 2002 e diretta da Eric Cazes.

## Distribuzione
La serie fu trasmessa in Canada dal 17 marzo 2003 su Teletoon e successivamente in Francia su France 5, all'interno del programma Midi les Zouzous nel 2004. Su Disney Channel e Playhouse Disney andò in onda nel 2005, su Piwi+ nel 2012. Nell'Ontario, in Canada, la serie fu trasmessa su TFO nel programma per bambini Mini TFO. In Italia andò in onda dal novembre 2004 su RaiTre.
Gli episodi furono raccolti in DVD, editi da Universal Pictures Vidéo France:
- Radio-Nidouille, Volume 1
- Le trésor du bateau pirate, Volume 2